# Alois von Spens-Booden
Maria Alois Traugott Emanuel von Spens-Booden, též Alois Spens z Boodenu nebo Alois svobodný pán von Spens-Booden (7. července 1835 Těšín – 2. dubna 1919 Vídeň), byl rakousko-uherský, respektive předlitavský soudce, státní úředník a politik, na konci 19. století moravský místodržící, v letech 1900–1902 ministr spravedlnosti Předlitavska ve vládě Ernesta von Koerbera.

## Biografie
Pocházel ze šlechtické rodiny Spensů z Boodenu. Studoval práva na Olomoucké univerzitě, Karlo-Ferdinandově univerzitě v Praze a na Vídeňské univerzitě (1853–1857). V letech 1860–1864 působil jako okresní soudní aktuár v Čechách, pak až do roku 1872 pracoval na zemském soudu v Praze. Od roce 1872 byl radou zemského civilního soudu v Praze. V letech 1884–1890 byl prezidentem krajského soudu v Chebu. Od roku 1875 kromě toho zasedal ve vedení ústavu šlechtičen na Novém Městě pražském. V roce 1890 byl povolán na post na vrchním soudním dvoru ve Vídni a již roku 1891 přešel na post sekčního šéfa ministerstva spravedlnosti. Na podzim 1893 se stal moravským místodržícím coby kompromisní kandidát v době vyhrocené česko-německé polarizace, mimo jiné i proto, že ovládal oba zemské jazyky.
Vrchol jeho politické kariéry nastal na počátku 20. století, kdy se za vlády Ernesta von Koerbera stal ministrem spravedlnosti. Funkci zastával v období 19. ledna 1900 – 16. října 1902. Hned na počátku svého mandátu byl pověřen vedením zprostředkovatelské mise při velké stávce v ostravském uhelném revíru. Profiloval se jako nestranický ministr, třebaže názorově měl blízko k německé liberální levici. Jako ministr se podílel na pokračující demontáži Badeniho jazykových nařízení. Věnoval se i otázce reformy vzdělávání soudců. Ve funkci ministra skončil kvůli nemoci, která dále zhoršila jeho neschopnost politického manévrování.
V roce 1905 byl jmenován doživotním členem Panské sněmovny.
Jeho bratr Emanuel von Spens-Booden (1831–1926) působil jako moravský politik a majitel velkostatku v Ropici.
V květnu 1862 se na zámku v Branticích oženil s hraběnkou Antonií von Küenburg (1836–1902). Z manželství se narodila jediná dcera Gisela (1863–1914), která se provdala za Karla Sobka z Kornic (1850–1922).
Alois svobodný pán von Spens-Booden zemřel ve Vídni 2. dubna 1919. O šest dní později byl pohřben po boku své manželky v rodinné hrobce na městském hřbitově v Opavě.